# Peltula coriacea
Peltula coriacea är en lavart som beskrevs av Büdel, Henssen & Wessels. Peltula coriacea ingår i släktet Peltula och familjen Peltulaceae.   Inga underarter finns listade i Catalogue of Life.